# حسین قجه‌ای
حسین قجه‌ای (۱۴ شهریور ۱۳۳۷ – ۱۵ اردیبهشت ۱۳۶۱) نظامی ایرانی بود، که در خلال جنگ ایران و عراق از فرماندهان میانی سپاه پاسداران محسوب می‌شد و فرماندهی عملیات لشکر ۲۷ محمد رسول الله را برعهده داشت.
او، اردیبهشت ۱۳۶۱ و در عملیات بیت‌المقدس در منطقه ایستگاه گرمدشت کشته شد.

## زندگی‌نامه
حسین علی قجه‌ای در ۱۴ شهریور ۱۳۳۷ در زرین شهر از شهرهای استان اصفهان به دنیا آمد. در سال ۱۳۵۳ از سن شانزده سالگی وارد عرصه مبارزات سیاسی شد.
وی در سال ۱۳۵۶ به قم مهاجرت کرد و توسط مأموران ساواک دستگیر شد. 
تحصیلات مقدماتی را تا اخذ دیپلم در زادگاهش ادامه داد سپس به خدمت سربازی اعزام شد. وی از قهرمانان رشته کشتی آزاد در اوزان ۴۸ و ۵۲ کیلوگرم بود. از جمله قهرمانی‌های وی قهرمانی در مسابقات کشتی جوانان کشور به مدت سه سال و مسابقات کشتی آموزشگاه‌های استان اصفهان به مدت چهار سال است.

## فعالیت‌های سیاسی
با اوج گرفتن فعالیت‌های علیه دودمان پهلوی از اواخر دوران تحصیل وارد فعالیت‌های سیاسی و مذهبی گردید و تحت تعقیب ساواک قرار گرفت و در شهر قم دستگیر و پس از آزادی فعالیت‌هایش را در شیراز و زرین شهر تداوم بخشید.

## سمت‌های پس از انقلاب
- تشکیل کمیته انقلاب اسلامی زرین شهر[۴]
- تشکیل سپاه زرین شهر
- تشکیل کمیته مبارزه با مواد مخدر زرین شهر
- فرمانده گروه توپخانه مریوان
- فرمانده سپاه محور دزلی مریوان
- فرمانده سپاه پاسداران مریوان
- از مؤسسین و فرماندهان تیپ ۲۷ محمد رسول‌الله
- فرمانده گردان سلمان فارسی در عملیات بیت‌المقدس[۵]
- فرمانده عملیات تیپ محمد رسول‌الله

## فعالیت‌ها
- فرماندهی شکست حصر باشگاه افسران سنندج در سال ۵۷
- پاک سازی و آزادسازی دزلی و قلعه هادی از دست کومله و دموکرات
- فرماندهی آزادسازی و پاک‌سازی تنگه چذابه  در عملیات عملیات طریق‌القدس
- فرماندهی گردان سلمان در عملیات بیت‌المقدس

## درگذشت
در جریان عملیات آزادسازی خرمشهر، گردان سلمان فارسی به فرماندهی حسین قجه‌ای موفق به دفع سومین پاتک سنگین دو تیپ زرهی و مکانیزه سپاه سوم نیروی زمینی عراق در جاده اهواز-خرمشهر شد. در جریان این مقاومت شش روزه، بیشتر نیروهای گردان و همچنین حسین قجه‌ای کشته شدند. این واقعه در ۱۵ اردیبهشت ۱۳۶۱ رخ داد.

## نظرات در خصوص وی
به عقیده کارشناسان جنگ ایران و عراق، مقاومت شش روزه گردان سلمان فارسی به فرماندهی حسین قجه‌ای در جریان عملیات آزادسازی خرمشهر در محور جاده اهواز-خرمشهر کلید فتح خرمشهر بود.

## آثار ساخته شده در خصوص وی
- نمایشنامه "رستگاری در خط سیاه": این نمایشنامه در قالب داستانی دراماتیک، داستان جوانی را نقل می‌کند که برای گرفتن انتقام خون پدرش (که از سرکرده های کومله بود) از حسین قجه‌ای، به جبهه خرمشهر می‌رود و در طی حوادثی شاهد کشته شدن قجه‌ای و همرزمانش است.[۶]:
- پهلوان گود گرمدشت[۷]
- کاش او را می‌شناختم
- مثل خودش[۸]
- الان وقت استراحت نيست[۹]
- قهرمان بی مدال (قسمت ۱۱ پادكست راديو تراژدی)